# جامعة ترييستي

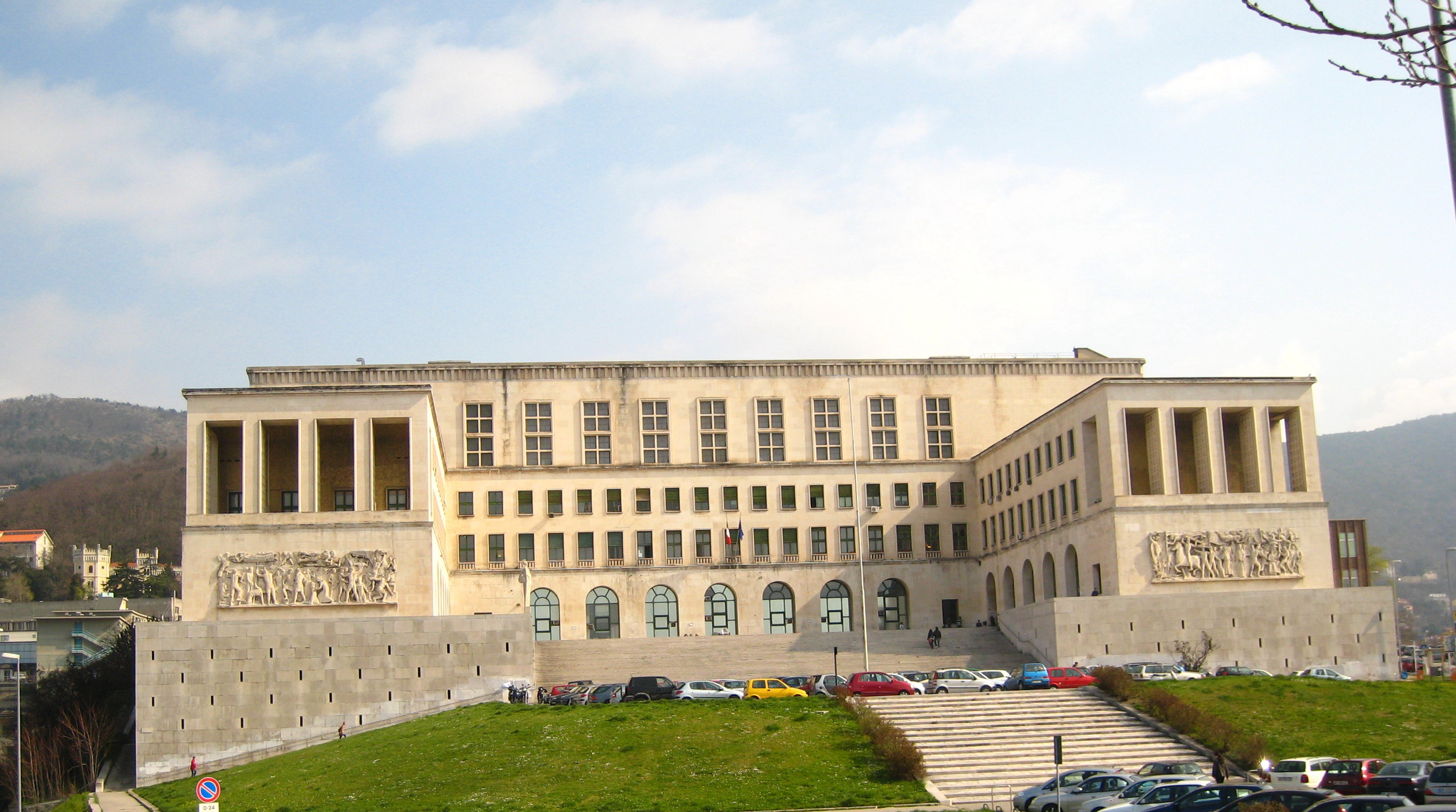
جامعة ترييستي

جامعة ترييستي (بالإيطالية: Università degli Studi di Trieste) هي جامعة إيطالية حكومية متوسطة الحجم مقرها مدينة ترييستي بإقليم فريولي فينيتسيا جوليا. تأسست عام 1924، وهي من الجامعات الأعضاء بشبكة سانتاندير. تضم الجامعة 12 كلية، ويدرس بها حاليًا حوالي 23 ألف طالب، ويضم طاقمها ألف أستاذ.
في عام 2009، احتلت جامعة ترييستي المركز الثاني بين أفضل جامعات إيطاليا وفقًا لتصنيف جريدة إل سولي فتنوكواتروري (بالإيطالية: Il Sole 24 Ore) للجامعات الإيطالية، كما احتلت قمة الجامعات الإيطالية في تصنيف ملحق التايمز للتعليم العالي لجامعات العالم.

## أقسام الجامعة
قسمت الجامعة إلى 10 أقسام أكاديمية وفقًا لإعادة الترتيب الجارية التي أجريت على التكوين الأكاديمي للجامعة، وهذه الأقسام هي:
1. قسم الإنسانيات
2. قسم الدراسات القانونية واللغوية ودراسات الترجمة الفورية والترجمة
3. قسم الرياضيات وعلوم الأرض
4. قسم الطب والجراحة والعلوم الصحية
5. قسم العلوم الاقتصادية وعلوم الأعمال والرياضيات والإحصاء
6. قسم علوم الحياة
7. قسم العلوم السياسية والاجتماعية
8. قسم العلوم الكيميائية والصيدلية
9. قسم الفيزياء
10. قسم الهندسة والعمارة

## وصلات خارجية
- الموقع الرسمي للجامعة (بالإيطالية)